# خوسيه لويس رودريغيز غارسيا
خوسيه لويس رودريغيز غارسيا هو اقتصادي وسياسي كوبي، ولد في 1946. انتخب عضو في الجمعية الوطنية لكوبا.